# Grijze zwemkrab
De grijze zwemkrab (Liocarcinus vernalis) is een krab uit de familie Polybiidae, die voor de Nederlandse en Belgische kust af en toe in belangrijke aantallen wordt aangetroffen.

## Anatomie
De carapaxlengte van de grijze zwemkrab bedraagt tot 40 mm, de carapax is glad (licht behaard in de mediterrane populatie) en heeft meestal een gemarmerde grijze kleur. De voorste rand van het rugschild bezit drie tanden van gelijke grootte. Het laatste segment van de vijfde pereopode is sterk afgeplat, zoals bij alle zwemkrabben (Portunidae).

L. vernalis wordt vaak verward met L. holsatus en L. marmoreus. Ze is in bepaalde jaren zeer algemeen en in andere (meestal na koude winters) ontbreekt ze volledig.

## Voorkomen en ecologie
De grijze zwemkrab komt voor op zandige bodems vanaf de laagwaterlijn tot op 100 m diepte. Ze is te vinden van het zuidelijkste deel van de Noordzee (In Nederland bereikt ze haar noordelijkste areaalgrens) tot in Mauritanië, in de Middellandse Zee en in de Zwarte Zee.
Het voedsel van deze zwemkrab bestaat uit kleine kreeftachtigen, schelpdieren, borstelwormen en aas.